# Nip/Tuck
Nip/Tuck (no Brasil, Estética) é um polêmico seriado dramático dos Estados Unidos. Foi criado por Ryan Murphy para o canal a cabo FX Networks. Cada episódio geralmente envolve os procedimentos de um ou mais pacientes, e também apresenta a vida pessoal e profissional de seu elenco principal. Aborda o lado obscuro das cirurgias plásticas, mostrando os tortuosos caminhos que as pessoas percorrem em busca da beleza e perfeição: o culto excessivo ao corpo, a importância da aparência, cirurgia estética como resolução de todos os problemas de uma vida vazia.
A série estreou nos EUA em 2003 e terminou na 6ª temporada em 3 março de 2010, com o episódio 100. O show teve 45 indicações a prêmios, ganhando um Globo de Ouro e um Emmy. Recebeu muitos elogios e muitas críticas, devido as suas representações explícitas de temas como violência, sexualidade, uso de drogas e procedimentos cirúrgicos. O criador da série, Ryan Murphy, disse que os casos médicos na mostra estão "90 por cento com base em fatos".
No Brasil, é exibido pelo canal a cabo FX e pelo SBT com o nome Estética dentro do programa Tele Seriados. Em Portugal foi transmitido pela TVI e aos fins de semana pela Fox Life Portugal.
No serviço de streaming, está disponível no catálogo da Globoplay, inclusive,  com versão dublada.

## Premissa
Nip / Tuck segue a vida de dois cirurgiões plásticos de Miami, proprietários de um centro de cirurgia plástica no sul da Flórida, o McNamara / Troy. Um deles é Sean McNamara (Dylan Walsh), que tem problemas em casa, e tenta manter sua família unida, fazendo o possível para corrigir a duro caminho que ele e sua esposa Julia (Joely Richardson) estão enfrentando. O outro, Christian Troy (Julian McMahon), usa seu charme para seduzir candidatas em potencial e realiza negócios obscuros, muitas vezes por amor ao dinheiro. Enquanto Sean leva seu trabalho a sério, muitas vezes precisa corrigir alguns erros de Christian. Durante a primeira temporada, um traficante colombiano forçou os dois a realizar cirurgias grátis sempre que ele quisesse. O casamento de Sean começa a se desgastar, e ele tem um caso com uma paciente, Megan O'Hara. Julia volta para a faculdade, mas é obrigada a interromper novamente devido a um aborto. Christian descobre que é pai de um bebê com uma mulher chamada Gina, que ele conheceu na "Sexaholics Anonymous". Quando o bebê nasce, descobre-se que é negro, e que não é de Christian.
A segunda temporada começa com Sean e Christian fazendo 40 anos, e Christian e Gina se unem para evitar que o bebê vá para as mãos de seu pai biológico, que também luta pela custódia do filho. Sean e Julia estão felizes novamente, porém, Julia revela que Matt é filho de Christian. Eventualmente, Sean descobre, o que causa a separação entre ele e Julia. Ele e Christian encontrar uma maneira de permanecer amigos. Um estuprador serial chamado Entalhador faz diversas vítimas em Miami, cortando seus rostos sempre do mesmo jeito, e Sean se compromete em corrigir seus rostos. Sean e Julia contratam uma life coaching, Ava. Ela forma um relacionamento sexual com Matt, e ambos são criticados desde o começo devido à grande diferença de idade entre os dois e pelo seu filho problemático, Adrian.

### Produção
Em sua estreia, Nip/Tuck foi a série de maior audiência na TV a cabo americana, e a de maior índice de audiência de séries de TV a cabo entre telespectadores de 18-49 e 25-54 anos de idade. A quinta temporada estreou nos EUA em 30 de outubro de 2007, porém, a produção foi afetada pela Greve dos Roteiristas. Assim, a quinta temporada só foi concluida em 3 de março de 2009. A sexta temporada estreou nos EUA em 14 de outubro de 2009, dá uma estancada por três semanas devido aos feriados natalinos, retoma em janeiro de 2010 e a série é encerrada em 3 de março de 2010, em seu 100º episódio, que foi filmado sem a presença de Ryan Murphy, que estava na Índia observando locações para as filmagens da versão cinematográfica do livro "Comer, Rezar, Amar".
A série, embora não seja estritamente uma telenovela, apresenta alguns “story arcs” (tramas que se desenvolvem ao longo da série e que se ligam ao longo dos episódios).
A série é famosa por abordar temas polêmicos tais como incesto, homossexualidade, mudança de sexo, drogas, pornografia e AIDS, e tem atraído críticas de grupos como o Parents Television Council (uma organização sem lucro dos EUA dedicada na educação dos pais em relação a conteúdos televisivos) e outros devido as suas cenas explícitas de procedimentos cirúrgicos e atos sexuais. O Parents Television Council já tentou tirar o seriado do ar inúmeras vezes.

## Elenco

### Principal
| Ator             | Personagem     | Temporadas | Temporadas   | Temporadas | Temporadas         | Temporadas         | Temporadas |
| Ator             | Personagem     | 1          | 2            | 3          | 4                  | 5                  | 6          |
| ---------------- | -------------- | ---------- | ------------ | ---------- | ------------------ | ------------------ | ---------- |
| Dylan Walsh      | Sean McNamara  | Principal  | Principal    | Principal  | Principal          | Principal          | Principal  |
| Julian McMahon   | Christian Troy | Principal  | Principal    | Principal  | Principal          | Principal          | Principal  |
| John Hensley     | Matt McNamara  | Principal  | Principal    | Principal  | Principal          | Principal          | Principal  |
| Joely Richardson | Julia McNamara | Principal  | Principal    | Principal  | Principal          | Principal          | Principal  |
| Valerie Cruz     | Grace Santiago | Principal  |              |            |                    |                    |            |
| Roma Maffia      | Liz Cruz       | Recorrente | Principal    | Principal  | Principal          | Principal          | Principal  |
| Kelly Carlson    | Kimber Henry   | Recorrente | Recorrente   | Principal  | Principal          | Principal          | Principal  |
| Jessalyn Gilsig  | Gina Russo     | Recorrente | Recorrente   | Principal  | Convidada Especial | Convidada Especial |            |
| Bruno Campos     | Quentin Costa  |            | Participação | Principal  |                    |                    |            |

### Recorrente
| Ator                                | Personagem            | Temporadas | Temporadas   | Temporadas         | Temporadas   | Temporadas | Temporadas         |
| Ator                                | Personagem            | 1          | 2            | 3                  | 4            | 5          | 6                  |
| ----------------------------------- | --------------------- | ---------- | ------------ | ------------------ | ------------ | ---------- | ------------------ |
| Kelsey Batelaan                     | Annie McNamara        | Recorrente | Recorrente   | Recorrente         | Recorrente   | Recorrente | Recorrente         |
| Linda Klein                         | Linda                 | Recorrente | Recorrente   | Recorrente         | Recorrente   | Recorrente | Recorrente         |
| Robert LaSardo                      | Escobar Gallardo      | Recorrente | Participação |                    | Recorrente   |            | Participação       |
| Ruth Williamson                     | Hedda Grubman         | Recorrente | Participação |                    | Participação |            |                    |
| Joey Slotnick                       | Merrill Bobolit       | Recorrente | Participação |                    | Participação |            |                    |
| Phillip Rhys                        | Jude Sawyer           | Recorrente | Participação | Participação       |              |            |                    |
| Julie Warner                        | Megan O'Hara          | Recorrente | Participação |                    | Participação |            |                    |
| Joshua & Josiah Henry               | Wilber Troy           |            | Recorrente   |                    | Recorrente   | Recorrente | Recorrente         |
| Vanessa Redgrave                    | Erica Noughton        |            | Recorrente   | Recorrente         |              |            | Participação       |
| Famke Janssen                       | Ava Moore             |            | Recorrente   | Convidada Especial |              |            | Convidada Especial |
| Seth Gabel                          | Adrian Moore          |            | Recorrente   |                    |              |            |                    |
| Willam Belli                        | Cherry Peck           |            |              | Recorrente         |              |            |                    |
| Rhona Mitra                         | Kit McGraw            |            |              | Recorrente         |              |            |                    |
| Brittany Snow                       | Ariel Alderman        |            |              | Recorrente         |              |            |                    |
| Sanaa Lathan                        | Michelle Landau       |            |              |                    | Recorrente   |            |                    |
| Jacqueline Bisset                   | James LeBeau          |            |              |                    | Recorrente   |            |                    |
| Peter Dinklage                      | Marlowe Sawyer        |            |              |                    | Recorrente   |            |                    |
| Rosie O'Donnell                     | Dawn Budge            |            |              |                    | Recorrente   | Recorrente |                    |
| Mario Lopez                         | Mike Hamoui           |            |              |                    | Participação |            | Recorrente         |
| Paula Marshall                      | Kate Tinsley          |            |              |                    |              | Recorrente |                    |
| Bradley Cooper                      | Aidan Stone           |            |              |                    |              | Recorrente |                    |
| Portia de Rossi                     | Olivia Lord           |            |              |                    |              | Recorrente |                    |
| AnnaLynne McCord                    | Eden Lord             |            |              |                    |              | Recorrente |                    |
| John Schneider                      | Ram Peters            |            |              |                    |              | Recorrente |                    |
| Sharon Gless                        | Colleen Rose          |            |              |                    |              | Recorrente |                    |
| Katee Sackhoff (5) Rose McGowan (6) | Theodora "Teddy" Rowe |            |              |                    |              | Recorrente | Recorrente         |
| George Newbern                      | Curtis Ryerson        |            |              |                    |              |            | Recorrente         |
| Melonie Diaz                        | Ramona Perez          |            |              |                    |              |            | Recorrente         |

## Prémios

### Vencedores
- Satellite Awards:
  - Melhor Ator em Série de TV - Drama para Julian McMahon (2003)
- Prémios Emmy:
  - Melhor maquiagem para uma Série, Minissérie, Filme ou Especial (prótese). (2004)
- Golden Globe Awards:
  - Melhor Série (drama) (2005)
- Golden Satellite Awards:
  - Melhor Série de TV - Drama. (2005)
- Saturn Awards:
  - Melhor Ator de TV para Julian McMahon (2006)
- Australian Film Institute Awards:
  - Melhor Ator para Julian McMahon. (2007)

### Nomeados/indicados
- Prémios Emmy (2004):
  - Melhor direção de uma Série Dramática, Melhor design de título principal, Melhor música tema principal e Melhor maquiagem para uma Série (sem prótese).
- Golden Globe Awards:
  - Melhor Série (drama), Melhor Atriz (série dramática) (Joely Richardson). (2004)
  - Melhor Ator (série dramática) (Julian McMahon), Melhor Atriz (série dramática) (Joely Richardson). (2005)